# Моршанский уезд
Моршанский уезд — административная единица в Тамбовской губернии Российской империи и РСФСР, существовавшая в 1779—1928 годах. Уездный город — Моршанск.

## География
Уезд был расположен в центральной части Тамбовской губернии, граничил с Рязанской губернией на западе и Пензенской — на востоке. По площади уезд занимал территорию в 5910,8 вёрст².

## История
Уезд был образован в 1779 году в составе Тамбовского наместничества (с 1796 года — Тамбовской губернии).
Во время Гражданской войны в Тамбовской губернии, в том числе в Моршанском уезде, вспыхнуло антибольшевистское Тамбовское восстание (1920—1921) антоновцев, вызванное засухой и рейдами большевистских продотрядов.
4 января 1923 года к Моршанскому уезду были присоединены Вановская, Новотемниковская, Самодуровская и Чернопосельская волости Шацкого уезда.
В 1928 году уезд был упразднен, большая часть его территории вошла в состав Моршанского района Тамбовского округа Центрально-Чернозёмной области.

## Население
Население уезда в 1896 году — 306 113 чел.
По переписи 1897 года в уезде было 270 392 жителя (130 762 мужчины и 139 630 женщин). В г. Моршанск — 26 458 чел.
Моршанский уезд являлся местом компактного проживания карел в Тамбовской губернии и центрально-земледельческого района в общем. От населения уезда карелы составляли около 1,5 %.
По итогам всесоюзной переписи населения 1926 года население уезда составило 399 991 человек, из них городское — 27 796 человек.

## Населённые пункты

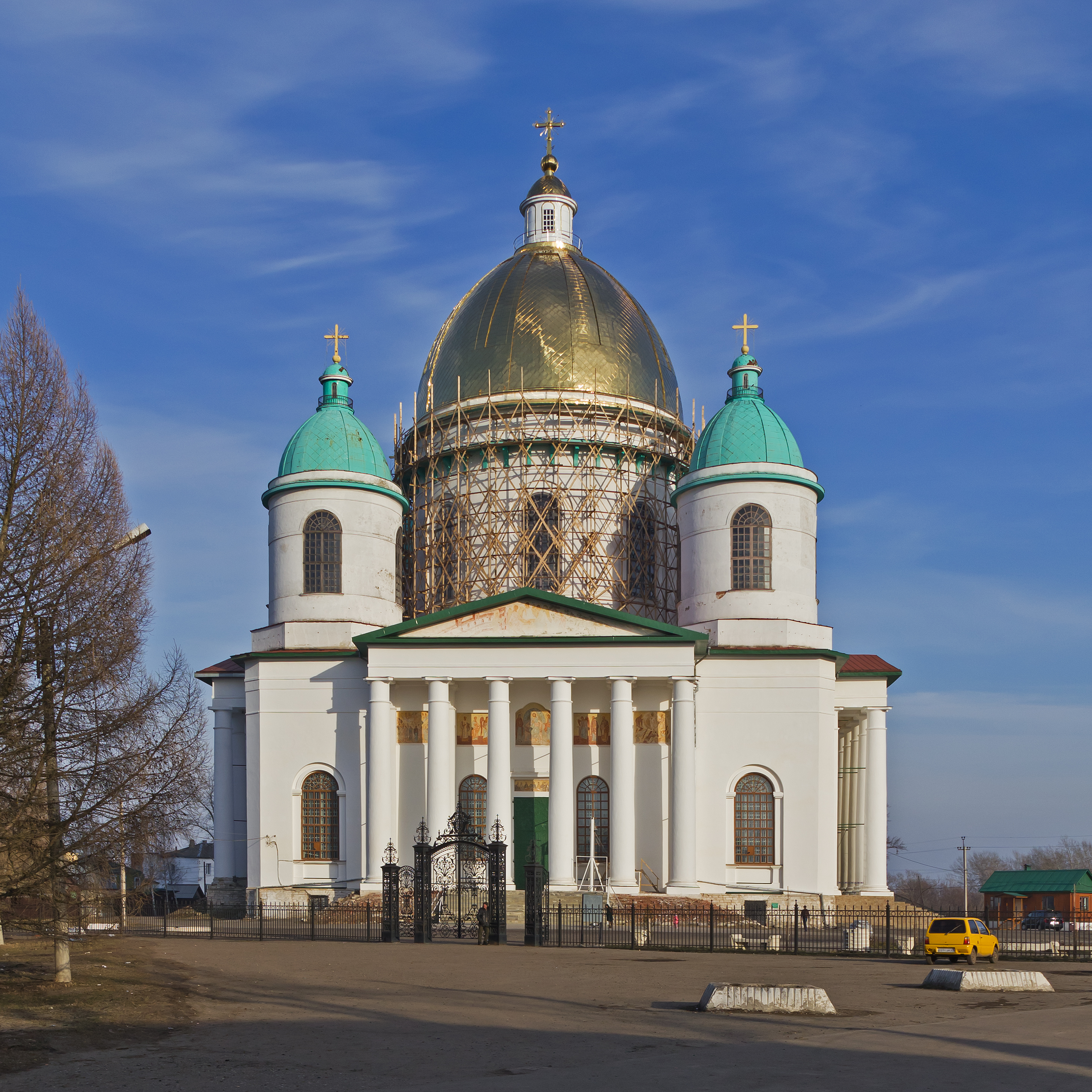
Троицкий собор в Моршанске

В 1893 году в состав уезда входило 277 населённых пунктов, наибольшие из них:
- г. Моршанск — 21 086 чел.;
- с. Алгасово — 10890 чел.;
- с. Пичаево — 8494 чел.;
- сл. Пригородные слободы — 7100 чел.;
- с. Сосновка — 5034 чел.;
- с. Карели — 4244 чел.;
- с. Никольское — 4133 чел.;
- с. Липовка — 3763 чел.;
- с. Серповое — 3278 чел.;
- с. Парский Угол — 3157 чел.;
- с. Покровское Васильево — 3005 чел.;

## Административное деление
В 1890 году в состав уезда входило 42 волости:
| № п/п | Волость                         | Волостное правление                | Число селений | Население |
| ----- | ------------------------------- | ---------------------------------- | ------------- | --------- |
| 1     | Алгасовская                     | с. Алгасово                        | 3             | 14130     |
| 2     | Александровская                 | с. Александровка                   | 4             | 4275      |
| 3     | Архангельско-Больше-Ломовисская | с. Архангельское (Большой Ломовис) | 18            | 4812      |
| 4     | Богоявленская                   | с. Богоявленское                   | 2             | 4328      |
| 5     | Благовещенско-Гагаринская       | с. Благовещенско-Гагарино          | 3             | 2115      |
| 6     | Громовская                      | с. Каменка                         | 9             | 5463      |
| 7     | Давыдовская                     | с. Давыдово                        | 1             | 1921      |
| 8     | Дельно-Дубровская               | с. Дельная Дубрава                 | 5             | 2508      |
| 9     | Земетчинская                    | с. Земетчино (Рождественское)      | 5             | 5877      |
| 10    | Коршуновская                    | с. Коршуновка                      | 3             | 1828      |
| 11    | Кулеватовская                   | с. Кулеватово                      | 3             | 3501      |
| 12    | Куликовская                     | с. Малые Кулики                    | 6             | 5975      |
| 13    | Мало-Моршевская                 | с. Малая Моршевка                  | 7             | 4507      |
| 14    | Матчерская                      | д. Нижняя Матчерка                 | 6             | 5292      |
| 15    | Михайловская                    | д. Михайловка 1-я (Хлыстово)       | 4             | 1381      |
| 16    | Моршанская                      | с. Хомутовка                       | 7             | 15405     |
| 17    | Мутасьевская                    | с. Мутасьево 1-е                   | 3             | 1792      |
| 18    | Никольско-Кашменская            | с. Никольское (Кашма)              | 6             | 8481      |
| 19    | Никольско-Мало-Ломовисская      | с. Грибоедово                      | 7             | 3820      |
| 20    | Никольско-Отормская             | с. Никольское (Нижняя Оторма)      | 3             | 4104      |
| 21    | Ольховская                      | с. Ольхи                           | 9             | 15365     |
| 22    | Островская                      | с. Островка                        | 10            | 4705      |
| 23    | Отьясская                       | с. Отъяссы                         | 6             | 5841      |
| 24    | Перкинская                      | с. Перкино                         | 5             | 5331      |
| 25    | Петровско-Гагаринская           | с. Гагарино                        | 3             | 2548      |
| 26    | Питерская                       | с. Питерское                       | 9             | 10529     |
| 27    | Питимская                       | с. Питим                           | 4             | 9795      |
| 28    | Пичаевская                      | с. Пичаево (Преображенское)        | 3             | 10867     |
| 29    | Покровско-Васильевская          | с. Покровское (Васильево)          | 2             | 4453      |
| 30    | Раевская                        | с. Раево (Козьмодемьянское)        | 4             | 4090      |
| 31    | Ракшинская                      | с. Ракша                           | 4             | 4870      |
| 32    | Рыбинская                       | с. Рыбное (Ст. Сысоево)            | 5             | 3319      |
| 33    | Рянзенская                      | с. Рянза (Покровское)              | 4             | 2781      |
| 34    | Салтыковская                    | с. Салтыково (Благовещенское)      | 7             | 3935      |
| 35    | Серповская                      | с. Серповое                        | 6             | 11516     |
| 36    | Смирновская                     | д. Смирновка                       | 5             | 2265      |
| 37    | Сосновская                      | с. Сосновка                        | 5             | 7258      |
| 38    | Спасско-Кашменская              | с. Спасское (Волхонщина)           | 4             | 4642      |
| 39    | Студенец-Соломенская            | с. Студенец-Соломинка              | 3             | 4330      |
| 40    | Тараксинская                    | с. Таракса                         | 6             | 4834      |
| 41    | Троцко-Росляйская               | с. Троицкие Росляи                 | 5             | 12125     |
| 42    | Черкинская                      | с. Чёркино                         | 8             | 4098      |

В 1913 году в уезде было 40 волостей: упразднены Давыдовская и Петровско-Гагаринская волости.